# عباس‌آباد شوره رود
عباس‌آباد شوره رود روستایی در دهستان جون‌آباد بخش لادیز شهرستان میرجاوه استان سیستان و بلوچستان ایران است.

## جمعیت
بر پایه سرشماری عمومی نفوس و مسکن در سال ۱۳۹۵ جمعیت این مکان ۵۸ نفر (۱۵خانوار) بوده‌است.